# Atletiek op de Paralympische Zomerspelen 2024 - 400 m vrouwen T12
De 400 meter voor vrouwen klasse T12 op de Paralympische Zomerspelen 2024 vond plaats van op 2 september (series & halve finales) en 3 september (finale) in het Stade de France. Deze klasse is voor slechtziende atletes die over het algemeen enig restzicht hebben, het vermogen om de vorm van een hand op een afstand van 2 meter te herkennen en het vermogen om helder waar te nemen zal niet meer dan 2/60 zijn. T12 atletes mogen samen met een gids lopen. De winnares van 2020 was Omara Durand uit Cuba, die in 2024 haar titel wist te prolongeren. de Iraanse Hajar Safarzadeh behaalde het zilver en Oksana Boturchuk uit Oekraïne won de bronzen medaille.

## Records
Voorafgaand aan het toernooi waren dit de wereldrecords en Paralympische records.
| Wereldrecord        | Cuba Omara Durand | 51.77 | Rio de Janeiro | 17 september 2016 |
| Paralympisch record | Cuba Omara Durand | 51.77 | Rio de Janeiro | 17 september 2016 |

## Series
De winaars van de series kwalificeerden zich direct voor de halve finales. Van de overgebleven atletes kwalificeerden bovendien de snelste zich voor de halve finale. 

#### Serie 1
| Rang | Baan | Naam                                     | Naam | Tijd  | Bijz. |
| ---- | ---- | ---------------------------------------- | ---- | ----- | ----- |
| 1    | 3    | Oksana Boturchuk Mykyta Barabanov (gids) | UKR  | 58.22 | Q     |
| 2    | 7    | Clara Barros Efraim Andrade (gids)       | BRA  | 58.77 | q     |
| —    | 5    | Yokutkhon Kholbekova                     | UZB  | DNS   |       |

#### Serie 2
| Rang | Baan | Naam                                                            | Naam | Tijd    | Bijz. |
| ---- | ---- | --------------------------------------------------------------- | ---- | ------- | ----- |
| 1    | 5    | Hajar Safarzadeh                                                | IRI  | 56.34   | Q     |
| 2    | 7    | Lorraine Gomes de Aguiar Fernando Martins Ribeiro Junior (gids) | BRA  | 59.99   |       |
| 3    | 3    | Maldonado Velascor Cesar Daniel Belman Ortiz (gids)             | MEX  | 1:04.88 |       |
| —    | 1    | Sara Martínez Puntero Jaime del Rio Ruiz (gids)                 | ESP  | DNS     |       |

#### Serie 3
| Rang | Baan | Naam                                          | Naam | Tijd  | Bijz. |
| ---- | ---- | --------------------------------------------- | ---- | ----- | ----- |
| 1    | 7    | Omara Durand Yuniol Kindelan Vargas (gids)    | CUB  | 55.36 | Q, SB |
| 2    | 5    | Anna Kulinich-Sorokina Illia Goncharov (gids) | NPA  | 57.26 | q, PB |
| 3    | 3    | Ketyla Teodoro Rodrigo Arcanjo (gids)         | BRA  | 58.86 | q, SB |

#### Serie 4
| Rang | Baan | Naam                                                              | Naam | Tijd    | Bijz. |
| ---- | ---- | ----------------------------------------------------------------- | ---- | ------- | ----- |
| 1    | 3    | Alejandra Paola Pérez López Markinzon Manzanilla Velasquez (gids) | VEN  | 56.97   | Q, SB |
| 2    | 7    | Valentina Petrillo                                                | ITA  | 58.35   | q     |
| 3    | 5    | Shen Yaqin Li Wen (gids)                                          | CHN  | 1:01.11 |       |

## Halve finales
De winaars van de series kwalificeerden zich direct voor de finale. Van de overgebleven atletes kwalificeerde bovendien de snelste zich voor de finale.

### Halve finale 1
| Rang | Baan | Naam                                          | Naam | Tijd  | Bijz. |
| ---- | ---- | --------------------------------------------- | ---- | ----- | ----- |
| 1    | 5    | Omara Durand Yuniol Kindelan Vargas (gids)    | CUB  | 54.77 | Q, SB |
| 2    | 3    | Oksana Boturchuk Mykyta Barabanov (gids)      | UKR  | 56.30 | q, SB |
| 3    | 7    | Anna Kulinich-Sorokina Illia Goncharov (gids) | NPA  | 56.55 |       |
| 4    | 1    | Ketyla Teodoro Rodrigo Arcanjo (gids)         | BRA  | 58.94 |       |

### Halve finale 2
| Rang | Baan | Naam                                                              | Naam | Tijd  | Bijz. |
| ---- | ---- | ----------------------------------------------------------------- | ---- | ----- | ----- |
| 1    | 5    | Hajar Safarzadeh                                                  | IRI  | 56.07 | Q     |
| 2    | 3    | Alejandra Paola Pérez López Markinzon Manzanilla Velasquez (gids) | VEN  | 56.34 | q, PB |
| 3    | 7    | Valentina Petrillo                                                | ITA  | 57.58 | PB    |
| 4    | 1    | Clara Barros Efraim Andrade (gids)                                | BRA  | 59.07 |       |

### Finale
| Rang   | Baan | Naam                                                              | Naam | Tijd  | Bijz. |
| ------ | ---- | ----------------------------------------------------------------- | ---- | ----- | ----- |
| Goud   | 5    | Omara Durand Yuniol Kindelan Vargas (gids)                        | CUB  | 53.59 | SB    |
| Zilver | 3    | Hajar Safarzadeh                                                  | IRI  | 55.39 |       |
| Brons  | 7    | Oksana Boturchuk Mykyta Barabanov (gids)                          | UKR  | 55.67 | SB    |
| 4      | 1    | Alejandra Paola Pérez López Markinzon Manzanilla Velasquez (gids) | VEN  | 56.64 |       |